# جيرزي تواردوكينز
جيرزي تواردوكينز (مواليد 11 ديسمبر 1931) هو مبارز بالسيف بولندي، مثّل بلاده في الألعاب الأولمبية الصيفية 1952.

## روابط رياضية
جيرزي تواردوكينز على موقع أوليمبيديا (الإنجليزية)